# 万县市 (县级市)
万县市 (1949-1992)，是中华人民共和国于1949年设立的县级市，于1992年撤销。
1949年12月8日，万县归属共产党政权。15日，万县市设立，由川东行署区万县专区代管。1952年12月20日，万县市由万县专区管辖。1992年12月，国务院发文撤销万县地区、万县、万县市，设立地级万县市。